# Aktuelle Schaubude
Die aktuelle Schaubude est une émission de divertissement de la Norddeutscher Rundfunk diffusée de 1957 à 2009. L'émission était l'une des plus anciennes émissions régulièrement diffusée de la NDR. En 2004, le nom est raccourci en aktuelle schaubude et  réduit à seulement schaubude de décembre 2009 jusqu'à la fin en décembre 2011 et diffusée irrégulièrement.

## Histoire
Le modèle de l'émission est l'émission américaine Today, adaptée pour la télévision allemande par Rüdiger Proske, directeur du programme régional du NDR (Nordschau). Il engage le journaliste radio Werner Baecker comme réalisateur et animateur. La première émission est diffusée en direct le 7 décembre 1957. Le tournage a lieu dans le "Gläsernen Studio", un salon automobile de Hambourg. La salle de vente est dégagée tous les samedis après la fermeture du magasin à 14 h afin que NDR puisse emménager pour préparer le spectacle. Le public peut regarder l'émission en direct devant les fenêtres du showroom automobile.
À son apogée, l'émission a environ sept millions de téléspectateurs. La grande popularité du spectacle permet aux invités et aux artistes une rémunération fixe de seulement 200 DM, quelle que soit leur popularité. Même à ce prix, l'émission reçoit Mick Jagger, Freddy Quinn, Heinz Erhardt, Sophia Loren, Romy Schneider, Amanda Lear ou Theodor Heuss. Dans la dernière émission régulière diffusée le 29 mai 2009, le 2190e numéro d’aktuelle schaubude comprend la chanteuse Sandra, l'acteur Harald Krassnitzer, le chanteur DJ Ötzi et le duo humoriste Emmi & Herr Willnowsky.
Avec le début de la télévision couleur en République fédérale d'Allemagne en 1967, l'enregistrement déménage pour des raisons techniques de Dammtor aux studios de télévision NDR à Hambourg-Lokstedt, où elle continué à être produite en direct devant un public. Au milieu des années 1980, avec l'introduction de la télévision privée en Allemagne, Die aktuelle Schaubude perd sa place sur Das Erste et est diffusée sur le Drittes Fernsehprogramm le vendredi à 21 h 15.
En mars 2009, Norddeutsche Rundfunk décide de ne plus faire d’aktuelle schaubude une émission régulière. La raison invoquée est le faible taux d'audience.

## Animation
| Animation                                   | Années    | Commentaires                                                                        |
| ------------------------------------------- | --------- | ----------------------------------------------------------------------------------- |
| Werner Baecker                              | 1957–1961 |                                                                                     |
| Norbert Mai                                 | 1957–1960 |                                                                                     |
| Ingrid Lorenzen                             | 1957–1960 |                                                                                     |
| Ilse Neubauer                               | 1957–1960 |                                                                                     |
| Werner Buttstädt                            | 1957–1961 | Journaliste extérieur                                                               |
| Carlheinz Hollmann                          | 1957–1961 | Journaliste extérieur                                                               |
| Rolf Eschenbach                             | 1957–1961 | Journaliste extérieur                                                               |
| Ursula Klamroth                             | 1960–1961 |                                                                                     |
| Wolf Mittler                                | 1960–1962 |                                                                                     |
| Carlheinz Hollmann et Karin von Faber       | 1961–1964 |                                                                                     |
| Renate Calani                               | 1961–1964 |                                                                                     |
| Hermann Rockmann                            | 1964–1965 |                                                                                     |
| Marion Wedekind                             | 1964–1965 |                                                                                     |
| Ingrid Buck-Setter                          | 1964–1965 |                                                                                     |
| Helmut Günther et Marie-Louise Steinbauer   | 1965      |                                                                                     |
| Christian Müller et Marie-Louise Steinbauer | 1965–1975 |                                                                                     |
| Jürgen Roland et Ute Blaich                 | 1975      | 4 émissions                                                                         |
| Jürgen Roland et Alida Gundlach             | 1975–1976 |                                                                                     |
| Carlo von Tiedemann et Alida Gundlach       | 1976–1977 |                                                                                     |
| Carlo von Tiedemann et Helga Guitton        | 1977–1978 |                                                                                     |
| Carlo von Tiedemann et Victoria Voncampe    | 1978–1984 |                                                                                     |
| Heiner Stelter et Ramona Leiß               | 1984–1987 |                                                                                     |
| Heiner Stelter et Nina Lizell               | 1987      | une émission en Suède                                                               |
| Carlo von Tiedemann et Alida Gundlach       | 1987–1988 |                                                                                     |
| Rüdiger Wolff et Dana Rehberg               | 1988–1989 |                                                                                     |
| Rüdiger Wolff et Holde Heuer                | 1989–1990 |                                                                                     |
| Rüdiger Wolff et Carmen Nebel               | 1990–1991 |                                                                                     |
| Christian Schröder                          | 1991–1994 |                                                                                     |
| Rüdiger Wolff et Andrea Beckmanns           | 1994–1995 |                                                                                     |
| Rüdiger Wolff et Sabine Sauer               | 1995–1997 |                                                                                     |
| Carlo von Tiedemann et Isabel Varell        | 1997      | Sabine Steuernagel (23 mai 1997), Birgit Müller (6 et 13 juin et 8 et 15 août 1997) |
| Carlo von Tiedemann et Julia Westlake       | 1997–2002 |                                                                                     |
| Carlo von Tiedemann et Madeleine Wehle      | 2002–2004 |                                                                                     |
| Ludger Abeln et Madeleine Wehle             | 2004–2009 |                                                                                     |
| Michael Thürnau et Sandra Eckardt           | 2009–2011 |                                                                                     |

## Source de la traduction
- (de) Cet article est partiellement ou en totalité issu de l’article de Wikipédia en allemand intitulé « Aktuelle Schaubude » (voir la liste des auteurs).